# Аутопоезис
Аутопое́зис, аутопоез (грец. auto — сам, грец. poiesis — створення, виробництво) — термін введений в 1972 року науковцями Умберто Матураною і Франсиско Варелою означає самопобудову, самовідтворювання живих істот, зокрема людини, яке відрізняються тим, що їхня організація породжує як продукт їх самих без розділу на виробника і продукти. Концепція аутопоезису є біологічного характеру та  вміщена у книзі науковців - "Древо пізнання".  Вихідна теза їх концепції аутопоезису проголошується ще на початку відомої книги Ф Варели та У. Матурани - "Древо пізнання": «Усяка дія є пізнання, усяке пізнання є дія". Далі автори наводять визначення терміну аутопоезис: "Це замкнене коло, цей взаємозв’язок між дією і досвідом, ця нероздільність конкретного способу існування і того, яким чином світ предстає перед нами, свідчать, що кожен акт пізнання породжує деякий світ. Механізм, що перетворює живі істоти на автономні організми – це автопоезис». Дослідники вважають, що : «..людське пізнання як ефективна дія належить біологічній царині, але завжди проживається в певній культурній традиції». При цьому автори концепції автопоезису наголошують на неусвідомленості традиційних дій: «Уся сукупність регулярностей, притаманних спряженню тієї чи іншої соціальної групи, є її біологічною та культурною традицією. А традиція – це не тільки спосіб бачити і діяти, але й спосіб приховувати та втаємничувати. Традиція включає в себе всі варіанти соціальної поведінки, які в історії соціальної системи стали очевидними, регулярними і прийнятними. Оскільки всі ці варіанти не потребують роздумів для свого здійснення, вони залишаються невидимими, поки не стають неприйнятними. І саме тоді у гру вступає рефлексія»
Німецький соціолог Ніклас Луманн переосмислив термін «аутопоезис» для пояснення функціонування та взаємодії соціальних систем.

## Концепція мови Ф Варели та У. Матурани
З концепцією аутопоезису пов'язане розуміння власне людського пізнання, а отже і з мовою, як із знаряддям для пізнання. Дослідники вважають, що «мова як явище реалізується в рекурсії лінгвістичних координацій дій. Тим самим лінгвістичне поле стає частиною довкілля, в якому відбувається лінгвістична координація дій». Кожна мова - це аутопоезисна, замкнена "сама-насобі" система сигніфікації соціальних структур та мереж зв'язків між ними. Аутопоезис означає самопобудову, самовідтворювання живих істот, зокрема людини, яке відрізняються тим, що їхня організація породжує як продукт їх самих без розділу на виробника і продукт.

## Приклади
- Розмноження живих організмів
- Що з'явилося раніше курка або яйце? (Що тут виробник, а що продукт?)
- ДНК це текст, який читає і пише сам себе